# Musée de l'Île d'Oléron
Le Musée de l'Île d'Oléron, anciennement dénommé Musée Aliénor d'Aquitaine, est un musée labellisé Musée de France situé dans le centre historique de Saint-Pierre-d'Oléron, principale ville de l'île d'Oléron et commune insulaire de la Charente-Maritime.

## Histoire
Le Musée de l'Île d'Oléron succède depuis avril 2006 au Musée Aliénor d'Aquitaine qui fut créé en 1963, trois années après la célébration du VIIIe Centenaire des "Rôles d'Oléron" où une exposition fut présentée au château de Bonnemie à Saint-Pierre-d'Oléron.
Ce musée connut par la suite un certain succès ayant été aménagé dans un chai près du site où fut enterré le célèbre écrivain Pierre Loti, de son vrai nom Julien Viaud. L'accumulation des objets concernant la vie insulaire devint vite encombrante dans ce petit bâtiment de 200 m² où furent entassés pas moins de 2 500 pièces et objets de collection.
C'est en 1967 que l'association Les Amis du musée de l'île d'Oléron se constitua et commença dès lors à jouer un rôle prépondérant pour jeter les bases du musée actuel. Elle obtint cette année-là l'autorisation de gérer officiellement le "Musée Aliénor d'Aquitaine" sous l'égide du Ministère des Affaires Culturelles.
Le Musée Aliénor d'Aquitaine a reçu un appui financier aussi bien des pouvoirs publics (État et Région Poitou-Charentes notamment) que du mécénat privé où, en 2004, la Fondation des Pays de France a activement collaboré à son financement muséographique.
Le musée, qui est mentionné dans le célèbre Guide Vert Michelin, a changé de nom au printemps 2006 en se faisant dorénavant appeler Musée de l'Île d'Oléron.
De petit musée local et insulaire, ce dernier a pris une réelle envergure régionale à partir du printemps 2006 grâce à sa double labellisation de Musée de France et de Tourisme et Handicap.
Par son importance, ce musée est devenu la locomotive des autres musées et écomusées de l'île d'Oléron qui s'inscrivent dans un réseau dynamique de promotion touristique et muséale.
Sa notoriété grandissante s'inscrit également dans sa mise en réseau avec d'autres grands musées de la région Poitou-Charentes.

## Collections permanentes
Les collections du musée de l'île d'Oléron s'articulent principalement autour de l'histoire et de l'ethnologie du territoire insulaire. L'institution constitue en cela une excellente introduction à la découverte de l'île. L'exposition permanente se déploie dans trois salles au rez-de-chaussée du bâtiment. 
Après l'introduction historique évoquant la première occupation insulaire au Néolithique (perles de coquillages) puis différents moments forts jusqu'au XIXe siècle, les collections sont organisées de manière thématique :
- la vie traditionnelle,
- la viticulture,
- le gemmage,
- la saliculture,
- les pêches,
- le tourisme,
- les beaux-arts.

L'intérêt de ce musée réside d'abord dans le domaine de l'ethnologie où un nombre impressionnant d'objets ont pu être rassemblés, provenant tous de l'île et ayant pu être précieusement conservés et préservés. Les visiteurs peuvent alors appréhender l'habitat ancien, les costumes, les activités traditionnelles et les métiers d'autrefois. La salle consacrée à l'essor touristique à la fin du XIXe siècle et au XXe siècle permet également d'aborder les relations avec le continent. Dans la dernière salle du rez-de-chaussée, le visiteur découvre plusieurs aquarelles qui témoignent de l'attrait artistique de l'île d'Oléron. Deux toiles de Louis Ernest Lessieux (1874-1938) sont également exposées, elles avaient été réalisées pour la salle de restaurant de l'hôtel de l'Horizon dans les années 1930.
Les ambiances sonores à travers les témoignages oraux, les technologies interactives, les films contribuent au dynamisme de ce musée.
Un parcours découverte du musée est destiné aux enfants ainsi qu'aux personnes handicapées, ce qui lui a valu le pictogramme Tourisme et handicap.

## Expositions temporaires
L'établissement réalise aussi des expositions temporaires qui se rapportent souvent aux thématiques du musée. Le musée de l'île d'Oléron a également accueilli des expositions consacrées à des artistes plus contemporains comme Klaus Pinter et a réalisé des expositions en collaboration avec le Fonds régional d'art contemporain ou des artisans d'art.